# Teoria muzyki
Teoria muzyki – ogólne zasady i zagadnienia związane z muzyką wyrażone w sposób czysto teoretyczny. W skład teorii muzyki wchodzi m.in. notacja muzyczna (zapis muzyczny), elementy dzieła muzycznego – skróty i oznaczenia, praktyka wykonawcza, harmonia, kontrapunkt.
Teoria muzyki stanowi podstawę praktycznej działalności muzycznej, czyli tworzenia i wykonywania utworów. Teoria muzyki jest również dziedziną nauki.